# Odell (Oregon)
Odell – jednostka osadnicza w Stanach Zjednoczonych, w stanie Oregon, w hrabstwie Hood River.